# Chrást (powiat Przybram)
Chrást – miejscowość i gmina (obec) w Czechach, w kraju środkowoczeskim, w powiecie Przybram. W 2022 roku liczyła 207 mieszkańców.